# Lophochernes bifissus
Lophochernes bifissus es una especie de arácnido del orden Pseudoscorpionida de la familia Cheliferidae.

## Distribución geográfica
Se encuentra en Sumatra (Indonesia).